# Kitasoo Indian Reserve 1
Kitasoo Indian Reserve 1 (franska: Réserve indienne Kitasoo 1) är ett reservat i Kanada.   Det ligger i Regional District of Kitimat-Stikine och provinsen British Columbia, i den sydvästra delen av landet, 3 800 km väster om huvudstaden Ottawa. Kitasoo Indian Reserve 1 ligger på ön Swindle Island.
Trakten runt Kitasoo Indian Reserve 1 är nära nog obefolkad, med mindre än två invånare per kvadratkilometer.